# Lago Huachi
El lago Huachi es un lago de forma alargada en Bolivia, situado en el noreste del país en la provincia de Guarayos en el departamento de Santa Cruz. Está rodeado de selva húmeda hacia el límite meridional de la cuenca amazónica. Se sitúa al margen occidental del Escudo precámbrico y constituye un valle contenido formado por sedimentos en el extenso llano aluvial al este de los llanos de Moxos. Estudios realizados en este lago sugieren que este sea el lago más antiguo de todos los de esta región ya que presenta sedimentos de la última glaciación. Tiene unas dimensiones de 19 km de largo por una media de 3,5 km de ancho y una superficie de 67 km².